# Кабо да Рока
Кабо да Рока (порт. Cabo da Roca) је рт и најзападнија тачка континенталног дела Европе, Иберијског полуострва и Португалије. Налази се на 38°47′сгш и 09°30′згд.

## Географија
Рт се налази у региону Лисабон, на око 42 километра западно од главног града Лисабона. Веома је популарна туристичка дестинација. Представља клиф висине 142 метра на чијем су врху травнате површине идеалне за излете. На клифу се налази светионик изграђен у XVIII веку и продавница сувенира.

## Историја
За време Римљана рт је био познат под називом Promontorium Magnum, за време великих географских открића, спомиње се као „Рт Лисабон“. Португалски песник Луис де Камоис описао је Кабо да Року као „место где се копно завршава, а море почиње“.